# Egelsbach
Egelsbach – niemiecka gmina w kraju związkowym Hesja, w rejencji Darmstadt, w powiecie Offenbach, licząca 11 389 mieszkańców (30 czerwca 2015). Po raz pierwszy została wymieniona w źródłach w roku 1275.

## Współpraca
Miejscowości partnerskie
- Chojnów, Polska od 2005
- Pont-Saint-Esprit, Francja od 1991